# دوبرووتوو
دوبرووتوو (به چکی: Dobroutov) یک منطقهٔ مسکونی در جمهوری چک است که در ناحیه ییهلاوا واقع شده‌است. دوبرووتوو ۱۰٫۱۲ کیلومتر مربع مساحت و ۲۶۰ نفر جمعیت دارد و ۵۱۷ متر بالاتر از سطح دریا واقع شده‌است.